# Lecane lungae
Lecane lungae är en hjuldjursart som beskrevs av Savatenalinton och Segers 2005. Lecane lungae ingår i släktet Lecane och familjen Lecanidae. Inga underarter finns listade i Catalogue of Life.